# Нові дні
«Нові дні» — видавництво у Канаді, (м. Торонто) та ілюстрований щомісячник, який видавався цим видавництвом.
Видавництво було засноване Петром Волиняком у м. Зальцбург (Австрія) в 1945 р.  У видавництві виходили однойменний тижневик, щоденна газета «Останні новини» , місячник «Литаври»., у 1956-1961 роках — місячник для дітей «Соняшник». 
У 1948 році Петро Волиняк  переїхав до Канади і невдовзі відновив своє видавництво. У 1950 році вийшов перший номер універсального ілюстрованого місячника «Нові дні», незмінним видавцем, редактором і автором якого Петро Волиняк був до кінця життя (1969). 
У журналі друкувались твори українських поетів та прозаїків, літературознавчі статті.

## Електронний ресурс
- «Нові дні» — Електронна бібліотека Diasporiana.org.ua
- «Соняшник» — Електронна бібліотека Diasporiana.org.ua
- «Останні новини» — Електронна бібліотека Diasporiana.org.ua